# Arrondissement de Chinon
L'arrondissement de Chinon est une division administrative française, située dans le département d'Indre-et-Loire et la région Centre-Val de Loire.

## Géographie

### Composition
Au 1er janvier 2017, l'arrondissement de Chinon est redessiné. Il couvre le territoire des communautés de communes Gâtine et Choisilles - Pays de Racan, Touraine Ouest Val de Loire, Chinon Vienne et Loire et Touraine Val de Vienne.

### Découpage communal depuis 2015
Depuis 2015, le nombre de communes des arrondissements varie chaque année soit du fait du redécoupage cantonal de 2014 qui a conduit à l'ajustement de périmètres de certains arrondissements, soit à la suite de la création de communes nouvelles. Le nombre de communes de l'arrondissement de Chinon est ainsi de 87 en 2015, 87 en 2016 et 106 en 2017.
Au 1er janvier 2024, l'arrondissement groupe les 106 communes suivantes :
1. Ambillou
2. Anché
3. Antogny-le-Tillac
4. Assay
5. Avoine
6. Avon-les-Roches
7. Avrillé-les-Ponceaux
8. Beaumont-en-Véron
9. Beaumont-Louestault
10. Benais
11. Bourgueil
12. Braslou
13. Braye-sous-Faye
14. Braye-sur-Maulne
15. Brèches
16. Brizay
17. Bueil-en-Touraine
18. Candes-Saint-Martin
19. Cerelles
20. Champigny-sur-Veude
21. Channay-sur-Lathan
22. La Chapelle-sur-Loire
23. Charentilly
24. Château-la-Vallière
25. Chaveignes
26. Chemillé-sur-Dême
27. Chezelles
28. Chinon
29. Chouzé-sur-Loire
30. Cinais
31. Cinq-Mars-la-Pile
32. Cléré-les-Pins
33. Continvoir
34. Coteaux-sur-Loire
35. Couesmes
36. Courcelles-de-Touraine
37. Courcoué
38. Couziers
39. Cravant-les-Côteaux
40. Crissay-sur-Manse
41. Crouzilles
42. Épeigné-sur-Dême
43. Faye-la-Vineuse
44. Gizeux
45. Hommes
46. Huismes
47. L'Île-Bouchard
48. Jaulnay
49. Langeais
50. Lémeré
51. Lerné
52. Ligré
53. Lublé
54. Luzé
55. Maillé
56. Marçay
57. Marcilly-sur-Maulne
58. Marcilly-sur-Vienne
59. Marigny-Marmande
60. Marray
61. Mazières-de-Touraine
62. Neuil
63. Neuillé-Pont-Pierre
64. Neuvy-le-Roi
65. Nouâtre
66. Noyant-de-Touraine
67. Panzoult
68. Parçay-sur-Vienne
69. Pernay
70. Ports-sur-Vienne
71. Pouzay
72. Pussigny
73. Razines
74. Restigné
75. Richelieu
76. Rillé
77. Rilly-sur-Vienne
78. Rivière
79. La Roche-Clermault
80. Rouziers-de-Touraine
81. Saint-Antoine-du-Rocher
82. Saint-Aubin-le-Dépeint
83. Saint-Benoît-la-Forêt
84. Saint-Christophe-sur-le-Nais
85. Saint-Épain
86. Saint-Germain-sur-Vienne
87. Saint-Laurent-de-Lin
88. Sainte-Maure-de-Touraine
89. Saint-Nicolas-de-Bourgueil
90. Saint-Paterne-Racan
91. Saint-Roch
92. Savigné-sur-Lathan
93. Savigny-en-Véron
94. Sazilly
95. Semblançay
96. Seuilly
97. Sonzay
98. Souvigné
99. Tavant
100. Theneuil
101. Thizay
102. La Tour-Saint-Gelin
103. Trogues
104. Verneuil-le-Château
105. Villebourg
106. Villiers-au-Bouin

## Sous-préfets
| Période           | Période               | Identité                      | Fonction précédente                                                            | Observation |
| ----------------- | --------------------- | ----------------------------- | ------------------------------------------------------------------------------ | --- |
| 1800              |                       | Albert Ruelle                 |                                                                                | |
| 1805              |                       | Abel Aubert du Petit-Thouars  |                                                                                | |
| 1807              |                       | Guy-Auguste-Madeleine Fortin  |                                                                                | |
|                   |                       | Auguste de Waresquiel         |                                                                                | |
|                   |                       | Guy-Auguste-Madeleine Fortin  |                                                                                | |
|                   |                       | Auguste de Waresquiel         |                                                                                | |
| 1830              |                       | Louis Levesque des Varannes   |                                                                                | |
| 1833              |                       | Louis Antoine Viel            |                                                                                | |
| 26 janvier 1847   | février 1848          | baron Hugues Michel           | Sous-préfet de Bar-sur-Aube                                                    | Révoqué à la révolution de 1848                                                                                             |
| 1848              |                       | Charles François Estienne     |                                                                                | |
| 1854              |                       | Charles Augustin Marin        |                                                                                | |
| 1855              |                       | Guillaume de Bassoncourt      |                                                                                | |
| 1858              |                       | Gaëtan Delmas                 |                                                                                | |
| 1860              |                       | Charles Cotelle               |                                                                                | |
| 1862              |                       | Anatole-Louis Desplanques     |                                                                                | |
| 1864              | Alfred Désiré de Joly |                               |                                                                                | |
| 1866              |                       | Joseph Bernard                |                                                                                | |
| 1870              |                       | Husson de Sampigny            |                                                                                | |
| 1870              |                       | Léon Joubert                  |                                                                                | |
| 1870              |                       | Charles-Philippe Chapelle     |                                                                                | |
| 1871              |                       | Émilie Édouard van Bavinchove |                                                                                | |
| 1873              |                       | Théodore Germeau              |                                                                                | |
| 1875              |                       | Émile Charles Rathier         |                                                                                | |
| 24 mai 1877       | 30 décembre 1877      | Christophe Leroy              | Sous-préfet de Pont-Audemer                                                    | Nommé sous-préfet de Châteaubriant                                                                                          |
| 30 décembre 1877  | 17 novembre 1880      | Antony Martinet               |                                                                                | Nommé secrétaire général de la préfecture d'Indre-et-Loire                                                                  |
| 17 novembre 1880  | 20 décembre 1881      | Édouard Bidou                 |                                                                                | Nommé sous-préfet de Forcalquier                                                                                            |
| 20 décembre 1881  | 24 juillet 1883       | Pierre Hutteau d'Origny       | Sous-préfet de Lapalisse                                                       | Mis en disponibilité |
| 24 juillet 1883   | 27 novembre 1886      | Jean Carlet                   | Sous-préfet d'Ancenis                                                          | Mis en disponibilité sur sa demande                                                                                         |
| 27 novembre 1886  | 18 avril 1891         | Paul Nancey                   | Conseiller de préfecture de Seine-et-Oise                                      | Nommé sous-préfet de Beaune                                                                                                 |
| 18 avril 1891     | 24 septembre 1900     | Henri Guéritault              | Sous-préfet de Montmorillon                                                    | Nommé receveur particulier des Finances                                                                                     |
| 24 septembre 1900 | 15 juillet 1914       | Georges Kuhn                  | Conseiller de préfecture de la Haute-Garonne                                   | Nommé secrétaire général de la préfecture de l'Eure                                                                         |
| 15 juillet 1914   | 3 mars 1919           | Stéphane Willm                | Sous-préfet de Saint-Jean-d'Angély                                             | Mis à la disposition du président du Conseil, ministre de la Guerr                                                          |
| 3 mars 1919       | 20 février 1925       | Paul Masnou                   | Sous-préfet de Vervins                                                         | Nommé sous-préfet des Sables-d'Olonne                                                                                       |
| 20 février 1925   | 9 août 1929           | Charles Morellet              | Sous-préfet de Bressuire                                                       | Nommé sous-préfet de Mayenne                                                                                                |
|                   |                       |                               |                                                                                | |
| 20 avril 1935     | 20 mai 1936           | Jean Perreau-Pradier          | Chef de cabinet de son père, sous-secrétaire d'état à la présidence du conseil | Nommé secrétaire général adjoint du comité supérieur de l'aménagement et de l'organisation générale de la région parisienne |
|                   |                       |                               |                                                                                | |
|                   | 3 juillet 1945        | Albert Gilles                 |                                                                                | Statut intérimaire. |
|                   |                       |                               |                                                                                | |
| 1985              | 1987                  | Béatrice Marre                |                                                                                | |
|                   |                       |                               |                                                                                | |
| 17 février 1994   | 31 août 1998          | Roger Bosle                   | Commissaire divisionnaire                                                      | Nommé sous-préfet de Boulogne-sur-Mer                                                                                       |
| 21 septembre 1998 | 31 juillet 2000       | Emile Gheroldi                | Sous-directeur au ministère de l'intérieur                                     | Réintégré dans son corps d'origine                                                                                          |
| 31 juillet 2000   | 31 octobre 2002       | Isabelle Dilhac               | Sous-préfète de Bellac                                                         | Nommée secrétaire générale de la préfecture de Lot-et-Garonne                                                               |
| 5 décembre 2002   | 31 mars 2005          | Catherine Schmitt             | Directrice du cabinet du préfet de l'Hérault                                   | Nommée sous-préfète chargée de mission auprès du préfet de la Seine-Saint-Denis                                             |
| 11 mai 2005       | 11 mai 2007           | Patrick Amoussou-Adeble       | Directeur du cabinet du préfet des Landes                                      | |
| 6 juillet 2007    | 7 mars 2013           | Jean-Pierre Tressard          | Sous-préfet de Saint-Laurent-du-Maroni                                         | Rréintégré dans son corps d'origine                                                                                         |
| 7 mars 2013       | 27 novembre 2014      | Claude Vo-Dinh                | Directeur du travail                                                           | Nommé sous-préfet de Saint-Laurent-du-Maroni                                                                                |
| 15 décembre 2014  | 6 décembre 2016       | Thomas Bertoncini             | Premier conseiller du corps des tribunaux administratifs                       | Réintégré premier conseiller du corps des tribunaux administratifs                                                          |
| 9 février 2017    | 30 avril 2019         | Samuel Gesret                 | Colonel de sapeurs-pompiers professionnels                                     | Nommé sous-préfet de Saumur                                                                                                 |
| 20 mai 2019       | En cours              | Michel Robquin                | Sous-préfet de Cosne-Cours-sur-Loire                                           | |

## Démographie

### Évolution démographique
En 2022, l'arrondissement comptait 104 144 habitants.
| 1968   | 1975   | 1982   | 1990   | 1999   | 2006   | 2011   | 2016    | 2021    |
| ------ | ------ | ------ | ------ | ------ | ------ | ------ | ------- | ------- |
| 76 300 | 74 631 | 78 131 | 79 467 | 80 579 | 83 170 | 86 172 | 103 824 | 103 540 |

| 2022    | - | - | - | - | - | - | - | - |
| ------- | - | - | - | - | - | - | - | - |
| 104 144 | - | - | - | - | - | - | - | - |

### Pyramide des âges
| Hommes | Classe d’âge | Femmes |
| ------ | ------------ | ------ |
| 0,5    | 90 ans ou +  | 1,6    |
| 8,1    | 75 à 89 ans  | 11,4   |
| 14,8   | 60 à 74 ans  | 15,3   |
| 21,9   | 45 à 59 ans  | 20,6   |
| 20,5   | 30 à 44 ans  | 19,9   |
| 15,3   | 15 à 29 ans  | 13,9   |
| 19     | 0 à 14 ans   | 17,5   |

| Hommes | Classe d’âge | Femmes |
| ------ | ------------ | ------ |
| 0,5    | 90 ans ou +  | 1,4    |
| 6,8    | 75 à 89 ans  | 9,8    |
| 13,1   | 60 à 74 ans  | 13,9   |
| 20,7   | 45 à 59 ans  | 20,1   |
| 20,4   | 30 à 44 ans  | 19,3   |
| 19,6   | 15 à 29 ans  | 19,1   |
| 18,8   | 0 à 14 ans   | 16,4   |